# Кранц, Курт (шахматист)
Курт Кранц (нем. Kurt Krantz, 1885, Бреслау — 21 февраля 1915, Давос) — немецкий и швейцарский шахматист. Чемпион Швейцарии 1911 г. (поделил в турнире 1—4 места с В. Хеннебергером, М. Хеннебергером и Э. Фёльми). В этом соревновании также выступал в роли организатора. Четырехкратный победитель зимних турниров в Давосе (1907, 1910, 1911 и 1912 гг.). Член шахматного клуба имени Андерсена.
В 1912 г. участвовал в конгрессе Германского шахматного союза.
Регулярно устраивал показательные выступления. Известно о двух больших сеансах одновременной игры в Давосе: 1909 (+17-7=3) и 1911 (+21-6=5) гг.

## Спортивные результаты
| Год  | Город   | Соревнование                                                   | + | − | = | Результат | Место |
| ---- | ------- | -------------------------------------------------------------- | - | - | - | --------- | ----- |
| 1907 | Давос   | Зимний турнир Давосского ШК                                    |   |   |   |           | 1     |
| 1910 | Давос   | Зимний турнир Давосского ШК                                    |   |   |   |           | 1     |
| 1911 | Давос   | Зимний турнир Давосского ШК                                    |   |   |   |           | 1     |
|      | Давос   | Чемпионат Швейцарии                                            |   |   |   |           | 1—4   |
| 1912 | Давос   | Зимний турнир Давосского ШК                                    |   |   |   |           | 1     |
|      | Бреслау | 18-й конгресс Германского шахматного союза (побочный турнир А) |   |   |   |           | [ 3 ] |